# Среди акул
«Среди акул» — американский драматический кинофильм 1994 года, «чёрная» комедия режиссёра и сценариста Джорджа Хуанга.
Исполнителем главных ролей выступили: Кевин Спейси, Фрэнк Уэйли и Мишель Форбс.
Премьера фильма состоялась 10 сентября 1994 года на кинофестивале в Торонто.

## Сюжет
Бадди Аккерман (Кевин Спейси), «акула» кинобизнеса, нанимает молодого помощника. Гай (Фрэнк Уэйли), свежеиспечённый выпускник киношколы, полон иллюзий и уверен, что мир кино — это волшебная сказка, ставшая для него явью. Поэтому он не слишком прислушивается к предупреждениям своего предшественника Рекса (Бенисио дель Торо), ушедшего на повышение, и смотрит в будущее с почти юношеским оптимизмом.
К несчастью, Бадди оказался воплощением босса из самого ада; он постоянно унижает своего нового помощника, придирается, публично оскорбляет его, обращается с Гаем хуже чем с рабом. Гай терпел чёрную неблагодарность босса целый год, утешаемый любовью продюсера, бизнес-вумен Дон (Мишель Форбс), которая не скрывает, что одной из причин её интереса к молодому ассистенту стала возможность подобраться поближе к могущественному Бадди. Гай верит, что эта причина не единственная и не главная, но когда он случайно слышит, как Бадди и Дон договариваются о свидании, понимает, что его использовали самым бесчестным образом.
Гай берёт своего босса в заложники, чтобы совершить жестокую месть. Бадди предстоит пережить ночь кошмара и унижений, чтобы, наконец, проявить хоть какие-то человеческие чувства. Гай же за эту ночь узнает много нового о своем боссе, о мире кинобизнеса, а главное, научится жить среди «акул».

## История создания фильма
Джордж Хуан решил написать этот сценарий после разговора с Робертом Родригесом. Родригес находился в Лос-Анджелесе, его недавний фильм «Музыкант» (El Mariachi) привлёк к нему внимание Sony Pictures, где они с Хуаном и познакомились, а позже стали друзьями. Хуан рассказал о своем разочаровании в работе ассистентом, тогда Родригес посоветовал ему уйти с этой должности и заняться собственным творчеством. Хуан так и сделал: написал сценарий и сам же поставил по нему фильм.

## Отзывы и критика
После выхода фильма на экраны было много слухов относительно предполагаемого прототипа всесильного Бадди Аккермана. Предполагали, что им мог быть Скотт Рудин, крупный продюсер кино и театра. По другой версии Бадди «списан» с продюсера Джоэла Силвера, а Гай — с его помощника Алана Шехтера. В то же время сценарист и режиссёр фильма Джордж Хуан одно время работал ассистентом Барри Джозефсона в Sony Pictures. Своими замашками Бадди напоминает его, имена также созвучны.
На сайте «Rotten Tomatoes» фильм имеет рейтинг 78 % на основании 36 рецензий критиков со средней оценкой 6,4 из 10; консенсус сайта гласит: «„Среди акул“ — это умная, беспощадная голливудская сатира, которая очень весела и наблюдательна благодаря игре Кевина Спейси в роли безжалостного студийного магната Бадди Аккермана».

## В ролях
- Кевин Спейси — Бадди Аккерман
- Фрэнк Уэйли — Гай
- Мишель Форбс — Дон Локкард
- Бенисио дель Торо — Рекс
- Т. И. Расселл — Фостер Кейн
- Рой Дотрис — Сайрус Майлс
- Мэттью Флинт — Мэнни
- Патрик Фишлер — Мо
- Джерри Левайн — Джек

## Награды
- На кинофестивале в Дювиле 1995 года фильм получил награду от критиков и номинировался на Большую специальную награду (Grand Special Prize).
- Кевин Спейси за роль в этом фильме получил награду от критиков Нью-Йорка (New York Film Critics Circle Awards), приз на Международном кинофестивале в Сиэтле, а также номинацию на премию «Независимый дух кино».

## Театральные постановки
Сценарий фильма лёг в основу спектакля, премьера которого состоялась в октябре 2007 года в лондонском театре Vaudeville Theatre. В роли Бадди был занят Кристан Слейтер, роль Гая досталась Мэтту Смиту, Хелен Баксендэйл в роли Дон, Артур Дарвилл в роли Рекса.

## Влияние на масс-культуру
Американская панк-группа Lagwagon использовала фразу из фильма в песне Gun In Your Hand с альбома Let's Talk About Feelings (1998). Фраза была сказана героем Кевина Спейси и звучит так:

Я тоже был молод, я чувствовал то же, что и ты. Ненавидел власть, ненавидел своих боссов, думал, что все они сплошное дерьмо. Но, как говорится, если ты не бунтарь в двадцать лет, значит у тебя нет сердца, но если ты не образумился к тридцати — у тебя нет мозгов. Потому что в жизни нет места книжным романам и сказочным финалам. Поэтому, прежде чем побежишь менять мир, спроси себя, чего ты на самом деле хочешь?
Оригинальный текст (англ.)I was young too, I felt just like you. Hated authority, hated all my bosses, thought they were full of shit. Look, it's like they say, if you're not a rebel by the age of 20, you got no heart, but if you haven't turned establishment by 30, you've got no brains. Because there are no story-book romances, no fairy-tale endings. So before you run out and change the world, ask yourself, "What do you really want?"